# Klaus Behnken
Klaus Behnken (* 22. Januar 1944 in Hamburg; † 19. Oktober 2016 in Berlin) war ein deutscher Publizist, Lektor, Mitglied des SDS-Bundesvorstands, Schauspieler und Mitbegründer der Wochenzeitung „Jungle World“. Ein Großvater war der Autor Heinrich Behnken (1880–1960).

## Leben und Wirken

### Kindheit und Jugend
Behnkens Vater Hans-Heinrich Behnken (1919–1997) war ein Offizier im Hamburger 76er-Infanterieregiment gewesen und diente nach einer Verwundung 1941 im Krieg als Ausbildungsoffizier in Hamburg. Er heiratete Lisa Paul, Behnkens Mutter, 1943. Im Juli 1954 verließ sie zusammen mit ihren beiden Kindern ihren Mann und kehrte in ihre Heimat nach Bergzow zurück. Zwei Jahre später erfolgte die offizielle Scheidung. Klaus Behnken ging in der DDR zur Schule und wurde Jungpionier. Als er 14 Jahre alt war, verließ er gemeinsam mit seiner Familie das Land in Richtung West-Berlin. Die Mutter hatte erneut geheiratet, zwei Kinder gingen aus dieser Ehe hervor. Schließlich lebte die Familie in Augsburg und Klaus Behnken ging in Eichstätt auf ein Gymnasium, sein Abitur machte er 1965 am Laubach-Kolleg.

### Politische Betätigung
Klaus Behnken studierte ab Mitte der 1960er Jahre in Tübingen Soziologie. Als Mitglied  des ersten linken AStA schloss er sich dem SDS an. Auf der 23. Delegiertenkonferenz des SDS vom 17. bis 19. November 1968 wurde Behnken in den provisorischen Bundesvorstand gewählt.

### Lektor, Publizist und Schauspieler
In den siebziger Jahren war Behnken als Lektor im März-Verlag tätig. 1977 betreute er den von Jörg Schröder herausgegebenen Roman-Essay Die Reise von Bernward Vesper, das als einflussreiche Darstellung der 68er-Generation und bedeutendes Zeitdokument gilt.
1977 publizierte Behnken im Verlag Petra Nettelbeck zusammen mit Petra und Uwe Nettelbeck die „Schriften und Briefe“ von Franz Jung in zwei Bänden. Außerdem gab er 1980 ebenfalls im Verlag Petra Nettelbeck und bei Zweitausendeins als Nachdruck die Deutschland-Berichte der Sopade (1934–1940), der Sozialdemokratischen Partei Deutschlands im Exil heraus.
Behnken war auch als Schauspieler aktiv. 1991 spielte er die Hauptrolle im Film Der zynische Körper.

### Journalistische Laufbahn
Behnken wurde 1994 Leiter des Kulturressorts der Tageszeitung „Junge Welt“, die zu diesem Zeitpunkt von Oliver Tolmein als Chefredakteur geleitet wurde. Als die Tageszeitung 1995 vom damaligen Besitzer Erik Weihönig abgewickelt und ihr Erscheinen eingestellt wurde, übernahm die Belegschaft in Eigenregie die Zeitung und Klaus Behnken wurde Chefredakteur.
1997 kam es zu einem Streit innerhalb der Belegschaft, nachdem Geschäftsführer Dietmar Koschmieder Behnken als Chefredakteur absetzen wollte, um den politischen Kurs der Zeitung in eine andere Richtung zu leiten. Er war der Meinung, dass „eine antifaschistische und antinationale Strömung ein Übergewicht bekommen“ habe. Die große Mehrheit der Redaktion stellte sich hinter Klaus Behnken und besetzte, nachdem Koschmieder von seiner Forderung nicht abrückte, mehr als zwei Wochen lang die Redaktionsräume. Die  Streikzeitung, die die Fraktion um Klaus Behnken herausgab, nannte sich „Jungle World“. Nachdem Koschmieder allen streikenden Redakteuren am 2. Juni 1997 gekündigt hatte, wurde die „Jungle World“ als Wochenzeitung gegründet. Die zunächst nur als Streikzeitung der Redaktionsmehrheit geplante Jungle World wurde in der Anfangszeit in der Wohnung Klaus Behnkens, der ehemaligen WG der Band Ton Steine Scherben, am Tempelhofer Ufer 32 in Berlin-Kreuzberg, mit geliehenen Computern produziert. Behnken wurde in der Folgezeit „Chef vom Dienst“, eine offizielle Chefredaktion hatte die Zeitung nicht. Er gilt jedoch als „Gründer, Mastermind und Spiritus Rector“ der Zeitung.
2011 erkrankte Behnken an Lungenkrebs, am 19. Oktober 2016 starb er an den Folgen einer Lungenembolie. Klaus Behnken ist in Paris auf dem Friedhof Montmartre beigesetzt.